# Orlík vízerőmű
Az Orlík vízerőmű (csehül: vodní elektrárna Orlík) Csehország legnagyobb vízerőműve, az Orlík víztározó (csehül: vodní nádrž Orlík) gátja által felduzzasztott Moldva folyó vizét használja villamos energiatermelésre. Bohostice és Příbram térségében, a Moldva folyó bal oldalán, az Orlík gát lábánál található. Nevét a közelben lévő Orlík kastélyról kapta.
Az erőmű építését 1954-ben kezdték el, 1960-61-ben helyezték üzembe. A 17 méter széles, 127,5 méter hosszú, 20 méter magas erőművet négy darab 6250 mm átmérőjű, a gátba épített acélcső látja el vízzel.  Az erőműben négy teljesen automatizált, 70,5 m-es dőlésszögű Kaplan-turbina található. A turbinák az 1958-as brüsszeli világkiállításon aranyérmet nyertek az üzembe helyezéskor világritkaságnak számító, tízlapátos járókerekük miatt. Később a turbinákat modern, nagyobb hatékonyságú, nyolclapátos járókerekekkel látták el.
A Kaplan-turbinák által meghajtott négy generátor egységenkénti névleges teljesítménye 91 MW, így az erőmű összesen 364 MW beépített teljesítménnyel rendelkezik. A 15 kV-os generátorokból származó villamos energiát hat transzformátor alakítja át 220 kV-ra, s juttatja el az országos hálózatba. A turbinák jelentős vízigénye miatt az erőmű csak szakaszosan, naponta maximum csak pár órányit üzemel. Előnye az, hogy csúcsidőszakokban az energiaigény megjelenését követő 128. másodpercben már képes teljes terhelésen üzemelni. Az erőmű működtetése a Štěchovice-i központi vezénylőteremből távvezérléssel is lehetséges.
Az erőmű 2030-ra befejezni kívánt korszerűsítése során tervezik az erőmű szivattyús tározós vízerőművé átalakítását, s ebből adódóan a Kaplan turbinák helyére Francis-turbinák beépítését.